# Manuela Gandarillas
Manuela Josefa Eras y Gandarillas (Cochabamba, s. XIX), citada habitualment com Manuela Gandarillas, va ser una aristòcrata boliviana, tradicionalment identificada amb una anciana que va encapçalar les anomenades heroïnes de la Coronilla o de Cochabamba, durant la guerra d'independència de les províncies del Río de la Plata.
Tradicionalment ha estat identificada com una dona anciana i cega que va participar en les lluites per la independència del Río de la Plata, destacant el seu paper encapçalant 300 dones anònimes, les anomenades heroïnes de Cochabamba, que van enfrontar-se a les tropes reialistes a l'altiplà de San Sebastián, a la Coronilla, el 27 de maig de 1812. Aquesta llegenda va néixer arran d'una novel·la d'estil romàntic de Nataniel Aguirre al segle xix, que recollia teòricament tradicions orals de persones que havien viscut la batalla. Tanmateix, això ha estat refutat per l'historiador Edmundo Arze, que va documentar Gandarillas el 1833, casada amb Juan de Dios Revollo i afirmava tenir 25 anys. Per tant, en el moment de la batalla Gandarillas devia tenir, com a molt uns 15 anys, i no pot ser identificada com l'anciana, que segons alguns historiadors, hauria estat una tal Josefa «Chepa» Flores.
En realitat, era filla de José Eras Gandarillas, descendent d'espanyols, i de Margarita Fernández. Val a dir que la seva família va estar vinculada a la causa independentista i, de fet, el seu pare va ser afusellat el 1812 i el seu germà el 1820. No obstant això, el relat d'Aguirre, suposadament, hauria volgut ocultar la participació d'una aristòcrata per davant de dones vinculades al poble.